# Kolej krzesełkowa

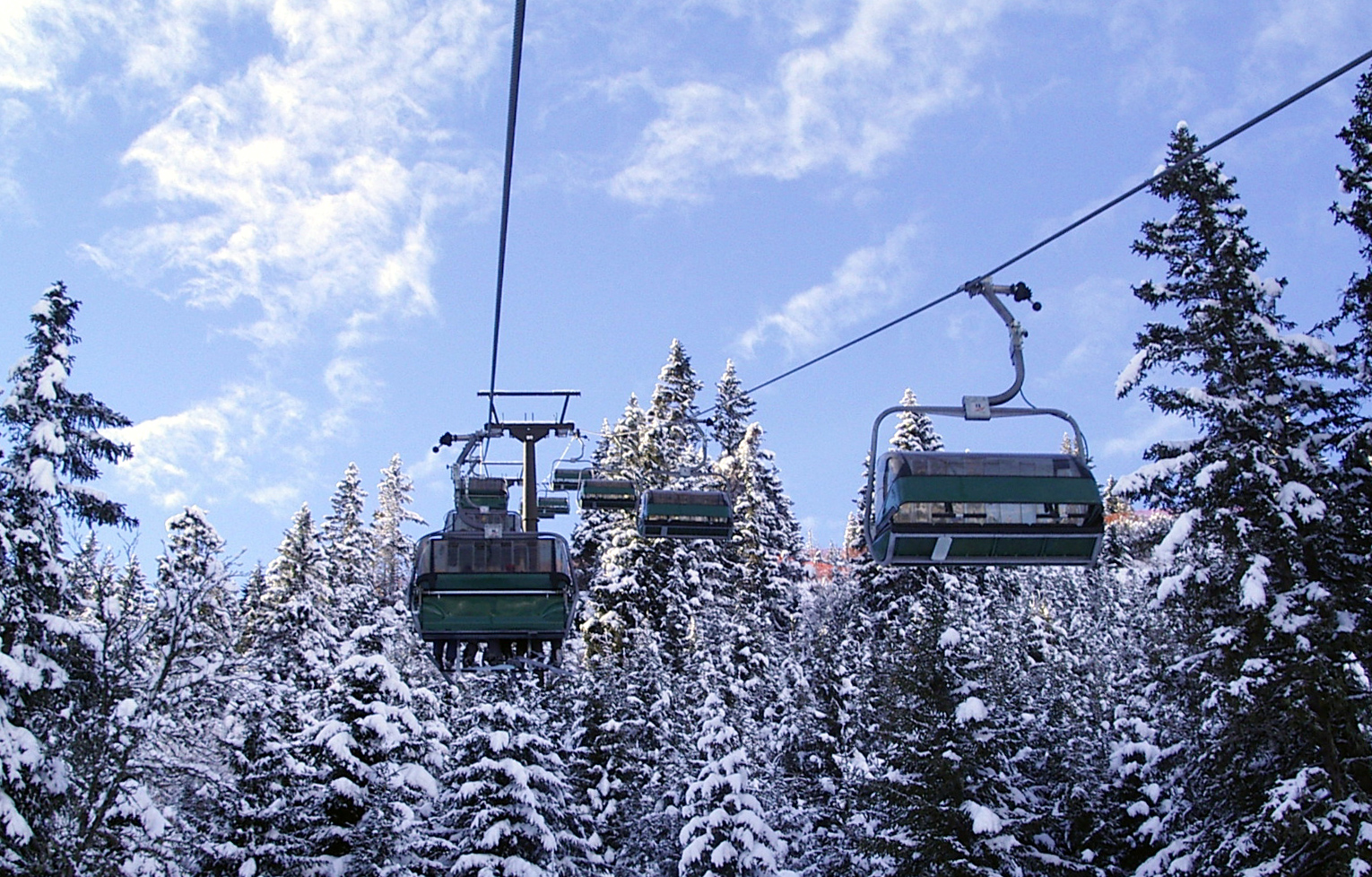
Kolej krzesełkowa w Bad Hofgastein (Austria)

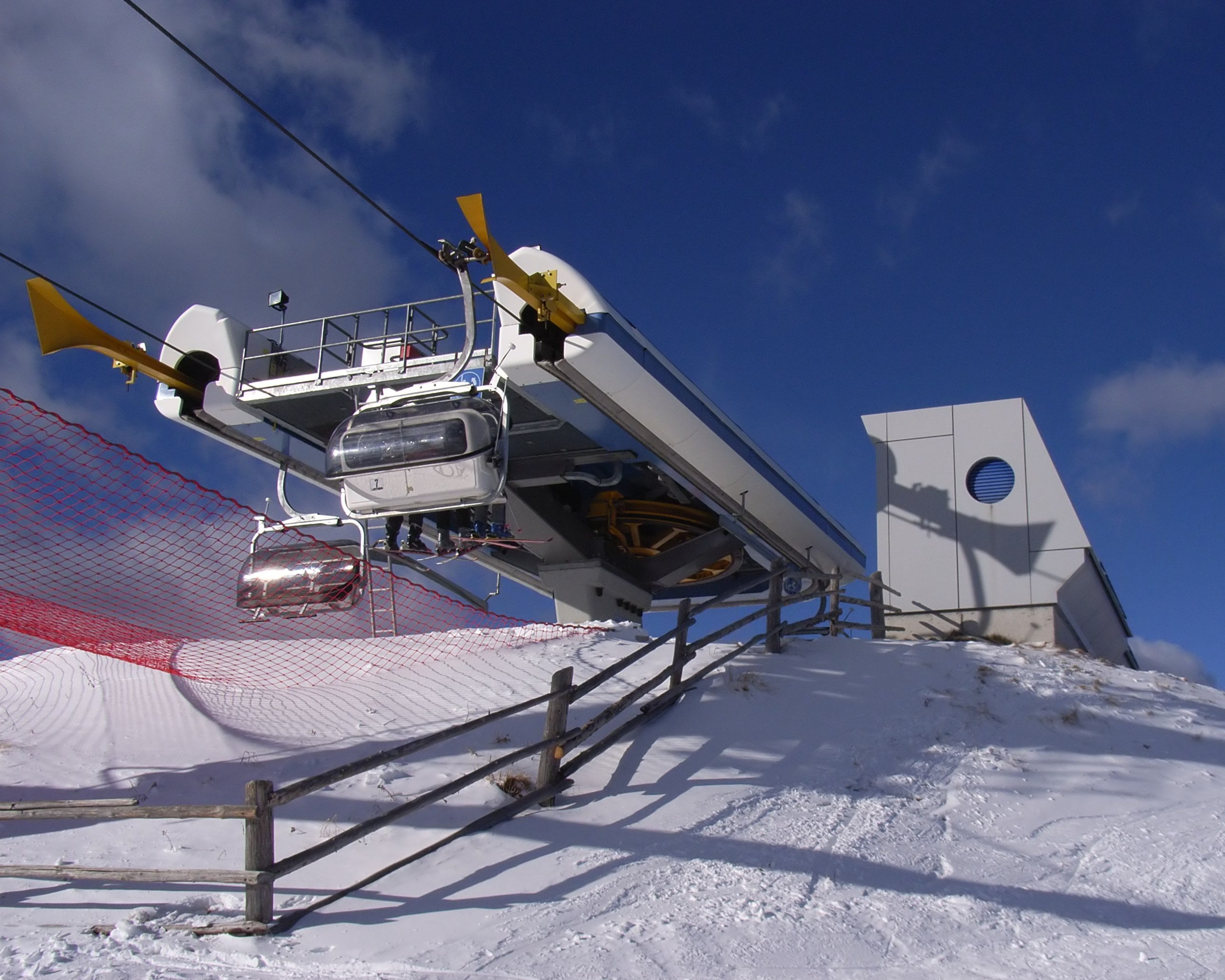
Górna stacja kolei krzesełkowej Sonne na Kronplatz we Włoszech

Kolej krzesełkowa (nazywana także nieprawidłowo wyciągiem krzesełkowym) – rodzaj kolei linowej. Transportuje ona turystów na krzesełkach (kanapach), zawieszanych na linie w sposób trwały lub wprzęganych w nią według bieżących potrzeb (nasilenia ruchu). W odróżnieniu od wyciągów orczykowych i talerzykowych, które „wyciągają” narciarzy stojących na nartach w górę stoku, pozwala na wwożenie nie tylko narciarzy, ale także pieszych i rowerzystów, co umożliwia użytkowanie tego typu urządzeń nie tylko zimą, ale praktycznie przez cały rok. Dodatkowo jej konstrukcja umożliwia także transport turystów w dół stoku.

## Typy kolei krzesełkowych
Koleje krzesełkowe można podzielić na dwa rodzaje:
- wyprzęgane (prędkość jazdy ok. 5 m/s, krzesełka zwalniają na stacjach-terminalach i mogą być tam wyprzęgane z liny),
- niewyprzęgane (prędkość do 2,8 m/s), nowsze wersje, o większej prędkości, wyposażone są na dolnych stacjach w ruchome platformy rozpędowe, na które narciarz wjeżdża przed podjechaniem krzesła, co powoduje mniejszą względną prędkość krzesła w stosunku do już poruszającego się narciarza.

Kanapy mogą mieścić 1, 2, 3, 4 osoby, a nawet 6 lub 8 (najszersze kanapy są wyprzęgane). Przepustowość kolei wynosi od 800 osób na godzinę do ponad 5 000 osób na godzinę. 
Kanapy mogą być wyposażone w wiele udogodnień lub zabezpieczeń, np. charakterystyczne przezroczyste osłony chroniące przed wiatrem i opadami (wykonane przeważnie z pleksiglasu), podgrzewane siedzenia, konstrukcje typu „kid stop” zabezpieczające dzieci przed wyślizgnięciem się pod poręczą, garażowanie kanap poza godzinami pracy (tylko dla kolei wyprzęganych) i inne.

## Koleje krzesełkowe na świecie
Pierwsza na świecie kolej krzesełkowa powstała w 1936 w Sun Valley w stanie Idaho, w Stanach Zjednoczonych. Pierwsze tego typu urządzenie w Europie zbudowano w 1939 w Czechosłowacji – kolej prowadziła z okolic hotelu Ráztoka w Trojanovicach na Pustevny, w Beskidzie Morawsko-Śląskim.

## Koleje krzesełkowe w Polsce
Pierwszą koleją krzesełkową, którą uruchomiono w Polsce, była dwuodcinkowa kolej ze Szczyrku na Skrzyczne w Beskidzie Śląskim (1958). W okresie Polskiej Rzeczypospolitej Ludowej, w kolejnych latach, powstało jeszcze 11 kolei, w różnych pasmach górskich, w większości o charakterze całorocznym – dla narciarzy i turystów.
Po 1989 nastąpił intensywny rozwój ośrodków narciarskich, w ramach których budowano liczne koleje linowe, w tym również koleje krzesełkowe. W 2010 funkcjonowało ich 66.
Do najstarszych kolei krzesełkowych w polskich górach, powstałych przed 1992, należą:
- Karkonosze: kolej krzesełkowa na Szrenicę, kolej krzesełkowa na Kopę,
- Beskid Śląski: kolej krzesełkowa na Czantorię, kolej krzesełkowa na Skrzyczne,
- Beskid Wyspowy: kolej krzesełkowa na Chełm
- Tatry: kolej krzesełkowa na Hali Gąsienicowej, kolej krzesełkowa na Hali Goryczkowej, kolej krzesełkowa na Nosal, kolej krzesełkowa „Wielka Krokiew”, kolej krzesełkowa „Średnia Krokiew”,
- Pogórze Spisko-Gubałowskie: kolej krzesełkowa na Butorowy Wierch,
- Gorce: kolej krzesełkowa na Tobołów,
- Pieniny: kolej krzesełkowa na Palenicę.

Najstarszą koleją krzesełkową poza obszarami górskimi jest kolej linowa „Elka”, działająca w Parku Śląskim w Chorzowie od 1967 r. (z przerwą w latach 2007-2013).